# Colegio de Graduados en Antropología de la República Argentina
El Colegio de Graduados en Antropología de la República Argentina (CGA) es una asociación sin fines de lucro creada el 27 de julio de 1972. Sus objetivos, plasmados en el estatuto, son promover y jerarquizar la actividad profesional; defender los derechos que asisten de quienes tienen títulos universitarios en Antropología y hacen ejercicio de la profesión; estimular y promover la investigación;  fomentar la solidaridad entre las personas con título universitario en Antropología; y velar por la observancia de las reglas de ética profesional, y sancionar sus transgresiones.

## Historia
En 1972 se constituyó la primera comisión directiva del Colegio de Antropólogos, durante el gobierno de Lanusse. Su primer presidente fue Antonio Austral, con Rita Ceballos como vicepresidenta y Luis Orquera como secretario.
Desde sus inicios, la asociación se orientó al abordaje de problemáticas y debates profesionales y gremiales de la disciplina. Así, en los primeros años de existencia se iniciaron las gestiones para el reconocimiento de los títulos de licenciatura en antropología como habilitantes para el desempeño profesional, así como la promoción de las experiencias laborales que se encontraban por fuera de los ámbitos tradicionales del ejercicio de la antropología.
También actuó frente a hechos vinculados a la última dictadura cívico-militar en Argentina, como fue el intento de subsumir la carrera de Antropología al Departamento de Historia en la Facultad de Filosofía y Letras de la Universidad de Buenos Aires en 1979 y la oposición en 1981 al cierre total de las inscripciones a las carreras de Antropología en varias universidades argentinas. 
En 1987 se redactaron, en el marco del Colegio, las incumbencias profesionales, que se aprobarían en 1993 mediante la Resolución 1584/93 del Ministerio de Cultura y Educación de la República Argentina.
Debido a la crisis nacional del final del milenio, pero también de la disciplina a nivel local, el Colegio dejó de sesionar a fines de la década del 90. Seis años después, en 2006, volvió a la actividad y se conformó una nueva comisión directiva.

### Proyectos de leyes de Ejercicio Profesional
En 1979 el Colegio avanzó en el anteproyecto de ley para la reglamentación el ejercicio profesional de los antropólogos y antropólogas, pero la iniciativa no prosperó.
A fines de la década de 1980 y principios de 1990, se presentó un segundo proyecto de ley del ejercicio profesional que tampoco prosperó, debido a las disposiciones del gobierno nacional de ese momento.
En 2014 comenzaron los debates en torno a un tercer proyecto de ley de ejercicio profesional de las ciencias antropológicas a nivel de la Provincia de Buenos Aires. Con tal motivo se realizaron charlas en la Universidad Nacional de La Plata, la Universidad Nacional del Centro de la Provincia de Buenos Aires y la Universidad de Buenos Aires. El anteproyecto fue presentado en 2015, obtuvo la media sanción de la Cámara de Diputados de la Provincia de Buenos Aires y perdió estado parlamentario en 2018.
En el año 2021, en el marco del 12° Congreso Argentino de Antropología Social, se llevó a cabo un panel en donde representantes de colegios, sociedades, asociaciones y carreras de antropología debatieron acerca de la importancia de una ley de ejercicio profesional a nivel nacional y la existencia de un colegio profesional a ese nivel jurisdiccional, así como los desafíos que esto supone.
En las provincias argentinas de Catamarca, Tucumán y Jujuy el proceso de profesionalización se concretó mediante la sanción de leyes provinciales que reglamentan el ejercicio profesional antropológico y arqueológico, así como la creación de colegios de graduados en antropología y arqueología a nivel provincial.

### Lista de Presidentes del Colegio de Graduados en Antropología de la República Argentina[4]
| Presidente            | Periodo   |
| --------------------- | --------- |
| Antonio Austral       | 1972-1974 |
| Rita Ceballos         | 1974-1976 |
| Rodolfo Merlino       | 1976-1977 |
| Sara Newbery          | 1977-1978 |
| Sara Newbery          | 1978-1980 |
| María Amanda Caggiano | 1980-1981 |
| Cristina Soruco       | 1981-1982 |
| Cristina Soruco       | 1982-1984 |
| Marcelo Álvarez       | 1984-1986 |
| Marcelo Álvarez       | 1986-1987 |
| Juan Carlos Radovich  | 1987-1989 |
| Elena Bello           | 1989-1990 |
| Marcelo Álvarez       | 1990-1991 |
| Marcelo Álvarez       | 1991-1993 |
| Hugo Ratier           | 1993-1995 |
| Hugo Ratier           | 1995-1997 |
| Mauricio Boivin       | 1997-1999 |
| Marcelo Álvarez       | 2007-2009 |
| Juan Antonio Seda     | 2009-2011 |
| Juan Antonio Seda     | 2011-2013 |
| Lía Ferrero           | 2013-2015 |
| Lía Ferrero           | 2015-2018 |
| Silvia Hirsch         | 2018-2020 |
| Silvia Hirsch         | 2020-2022 |
| Eva Muzzopappa        | 2022-     |

## Publicaciones
En mayo de 1992 el Colegio creó la revista PUBLICAR-En Antropología y Ciencias Sociales, que invitaba a publicar a antropólogos y antropólogas por fuera de los circuitos académicos tradicionales. Los tres primeros números de la revista estuvieron dirigidos por Marcelo Álvarez y Hugo Ratier. PUBLICAR estuvo discontinuada entre 1999 y 2010. En 2023 tiene una periodicidad semestral.
En 2008 se inició el Ciclo de Encuentros "Trayectorias", que en 2023 sigue vigente. El objetivo del ciclo es "aportar a la reflexión de la disciplina sobre la práctica profesional situada" a través de entrevistas a antropólogos y antropólogas de pertenencia local y regional.

## Día del antropólogo en Argentina
En 1981, el Colegio instauró como el día del antropólogo al 26 de julio, en conmemoración del egreso del primer licenciado en antropología de Argentina, Mario Celestino Félix Cellone, graduado en 1961 en la Universidad Nacional de La Plata. Sin embargo, esta fecha posteriormente se trasladó al 27 de julio, conmemorando la creación del Colegio de Antropólogos en 1972.